# Парашурама

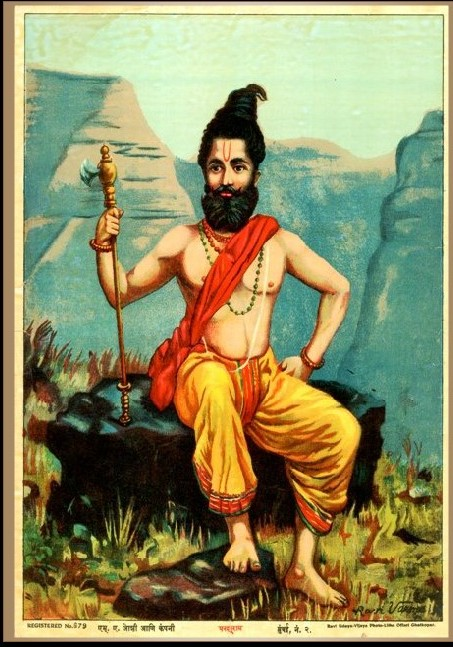
Парашурама

Парашурама, Паршурама, Паршурам (परशुराम , Paraśurāma, Парашу-Рама, «Рама з сокирою»)  — шоста канонічна аватара Вішну. Син відлюдника Джамадаґні. Займався аскетизмом, за що отримав від Шиви магічну сокиру, яка захищала його розум. За вбивство свого батька кшатріями став на шлях їхнього винищення. Після завершення помсти був відлюдником на горі Мандара. Зображається високим бородатим воїном із сокирою, луком та стрілами, що одягнений у оленячу шкіру, з короною на голові. Детальна біографія цього героя міститься у «Вішну-пурані».

## Історія
Стародавня Індія була свідком довгої і запеклої боротьби між варною жерців (брахманів) і варною воїнів (кшатріїв) за верховенство. Царі намагалися відстояти вищий авторитет класу брахманів. У цій боротьбі між двома варнами жерці у остаточному підсумку процвітала. Історія Парашурами — оповідання про остаточний тріумф жрецької варни над варною воїнів Індії.
Вішну-Пурана у числі інших описує у всіх деталях історію Парашурами. Парашурама був сином Ренукі і Джамадаґні. Колись цар, іменований Картавір'я, під час полювання відвідав хатину пустельника Джамадаґні. Джамадаґні щедро почастував царський почет за допомогою своєї корови Сабали, що могла виконати будь-яке бажання. Цар, захоплений чудесними якостями корови, попросив мудреця віддати йому чудесну тварину. Мудрець відповів Катавір'ї відмовою, і тоді син царя убив Джамадаґні.
Під час повернення царя з полювання Парашурама довідався про те, що трапилося, і розлютившись від зробленого святотатства, погнався за Картавір'єю, наздогнав його й убив у бою. Після цього Парашурама заприсягся помститися всьому племені кшатріїв. За двадцять одне століття він очистив світ від воїнів — представників касти кшатріїв. Зробивши всі ці вбивства, він виконав спокутні ритуали, надав верховенство у світі Брахманам і подався в гори.